# 非オタの彼女が俺の持ってるエロゲに興味津々なんだが……
『非オタの彼女が俺の持ってるエロゲに興味津々なんだが……』（ひオタのかのじょがおれのもってるエロゲにきょうみしんしんなんだが）は、滝沢慧による日本のライトノベル。イラストは睦茸が担当している。第28回ファンタジア大賞金賞受賞作。ファンタジア文庫（KADOKAWA）より2016年1月から2019年7月まで刊行された。2022年3月時点でシリーズ累計部数は55万部を記録している。
メディアミックスとして、草壁レイによるコミカライズ版が月刊ドラゴンエイジにて連載され、著者監修によってIOSYS制作のノベルゲームが公開された。

## あらすじ
小田桐一真はなによりもエロゲを好む高校一年生。コミュ障でぼっちなエロゲオタクでクラスカーストでもほぼ最下位だったが、内心では「エロゲを語り合えるような彼女が欲しい」と考えていた。ある日、同級生のヒロイン・水崎萌香から告白される。学校一の秀才で超絶美少女の想いを蹴る理由はなく、「なぜ自分を？」と困惑しながらも告白をOKする。その後、萌香は「一真のことをもっと知りたい、一真の一番になりたい」と彼とプレイしたエロゲのシチュエーションを真似て迫ってくるようになる。やり過ぎなくらいの積極さに嬉しくも恥ずかしさを覚える一真だったが、クールな彼女が見せるたくさんの表情を見る内に好意を抱くようになっていった。しかし萌香の家を訪ねた際に「私のどこが好き？」と問われ、答えることができない自分に気づいてしまう。理由はいくらでも思いつくが、結局は「都合のいい超絶美少女だったから」で片づいてしまう内容に過ぎなかった。更には萌香が自分を好きになった理由が「中学三年生の時、痴漢から助けてくれた（一真は覚えていない）」からというものだった。一真はそんな萌香に痴漢モノの凌辱エロゲをプレイさせてしまっていた。自己嫌悪に駆られ萌香を避けるようになってしまい、姉の一葉に相談したところ「エロゲに罪はない」と言われ、原点回帰も込めて今の自分を形作ったエロゲをプレイし始める。選択肢を間違えてBADエンドになった際に「もう一度初めから」やり直すことを考え、萌香を呼び出して今の関係を終え、もう一度初めからやり直させてほしいと頼み込む。萌香も承諾するが「自分たちの始まりは告白をしたところから」ということで、飽くまで彼氏彼女の関係は継続したままのリスタートとなった。

## 登場人物
特に指定がない場合、「〇巻」と表記する場合は主に原作ライトノベルを指す。
小田桐 一真（おだぎり かずま）
本作の主人公。緑坂学園一年C組の高校生。黒髪の少年。17歳。「萌香の恋人」。7巻終盤では三年生となる。
周囲には隠しているがエロゲが大好きで、エロ目的ではなく主にストーリーを楽しむためにプレイしている。内心では「エロゲを語り合えるような彼女」の存在を欲していた。気が弱く冴えないオタクで人とのコミュニケーションを取るのが苦手だったが、幼馴染の四ノ宮瑠璃がよく絡んでくるので「人気者の幼馴染」というポジションのおかげでクラスで孤立せずにいる。このことが一真に「居たたまれない」という感情を植え付けていた。地味で没個性でエロゲオタクだが、夏休み明けの9月に萌香から告白され「彼氏」になったことで少しずつだが人間的に成長していく。
元々正義感は強く、困っている人は見過ごせない性格だった。萌香から告白されたのも、痴漢に遭っていた彼女を助けたことで好意を持たれたからだが、一真自身はそれを覚えていなかった。また瑠璃とは家が隣同士というだけであまり話さなかったが、小学校に上がった頃、彼女が家の鍵をなくして困っていたのを見過ごせず自宅に招いたことがきっかけで仲良くなっている。
彼がエロゲと出会ったのは、中学三年生の時のクラスメイトの女子が関係している。「父親がエロゲのライターをやっている」という噂が流れ、いかがわしいものだと分かっていたが、いつも堂々としている彼女に興味を持ち「エロゲをやってみたい」と声をかけたところ「勝手にやれば？」とそっけなくあしらわれてしまったが、一学期の終業式の日、彼の机には包装されたエロゲが突っ込まれていた。きっと彼女が応えてくれたのだと思ったが、クラスメイトは二学期の始業式には転校しており再会することはなかった。これが一真にとって人生初のエロゲとなる。
2巻終盤では文化祭の準備に使うUSBをなくして教師に咎められていた瑠璃を庇ったことで男気を見せ、クラスメイトたちから一目置かれる存在となりごく普通に挨拶されたりするようになった。
4巻終盤で萌香の母・麗香と初めて顔を合わせた際にエロゲーのパッケージを見られてしまい、後ろめたさから萌香の恋人とは名乗れず友達と言ってしまう。
5巻では上記の件により萌香を怒らせてしまい、涼香の協力（邪魔）を得ながら仲直りをしようとするがことごとく失敗に終わる。萌香の好感度は右肩下がりとなり、クリスマスイブの日には黙って別荘へ行かれてしまい、一真は遠ざけるような扱いを受けてしまう。一度は打ちひしがれるが、萌香の愛情を信じ直接会って話をすることを決意し立ち直る。結姫の協力を得て別荘の近くまで車で送ってもらい、渋滞に巻き込まれたため雪山を歩いて萌香と対面。互いに本音をぶつけ合う大喧嘩を繰り広げた末に仲直りを果たした。
受賞前に公式で発表されたあらすじでは、姓は「小田切」だった。
水崎 萌香（みさき ほのか）
声 - 石上静香（ノベルゲーム版）
本作のヒロイン。高校一年生。一真の彼女（非オタ）。クールであまり感情を見せない、黒髪のロングの少女。貧乳というほどではないが胸が小さくコンプレックスになっている。入学時には全教科100点満点という偉業を成し遂げ、素行も相まって周囲も認める優等生となった。文化祭では「模範生代表」に選ばれたほど。
本編開始前に軽い痴漢に遭っていたのを一真に助けられ、以後は彼に対して恋心を抱くようになる。その後、しばらくして一真に告白し晴れて「彼女」となった。一真の喜ぶなら何でもしてあげたいと考えており、恋愛感情は強い。彼がエロゲー好きだと知ると、エロシーンを再現したシチュエーションで迫り一真を喜ばせようとしたり、果てにはコスプレやセクシーな下着、スカート丈を短くしたりと天然。しかし一真からすればそれは「エロシーンの切り抜き」であり、きちんと恋愛という過程を踏んで彼氏彼女の関係になりたいと申し出られ、一度関係を白紙にしたうえで再び付き合うこととなった。
6巻にて、一真への強烈なアプローチの数々は「離婚した両親を見て、一真と別れるバッドエンドを考えてしまう不安」から来るものだと明かされた。また空手の有段者であり、絡んできた不良（只野）を拳打で打ち倒したことが判明する。
受賞前に公式サイトで発表されたあらすじでは、姓は「美咲」だった。
水崎 愛香（みさき あいか）
6巻で素性を隠すために変装した萌香の偽名。変装と言ってもメガネをかけただけ。萌香の遠い親戚ということになっており、月見里かなみには「一真の恋人」と説明している。
四ノ宮 瑠璃（しのみや るり）
一真の幼馴染。一年生。一真や萌香のクラスメイト。7巻終盤では三年生となる。
口癖は「ふぇ!?（驚いた時など）」。茶髪のピッグテール（後ろ髪がギリギリ肩にかかる）。本編開始前は違う髪型だったらしい。作中屈指の巨乳でよく揺れる。ツンデレで活発だが実は泣き虫。またドジッ娘でもありよく物をなくす（普通に調べれば見つかる場所に置きっぱなしにしているが気づかない）。クラスではコミュ力が高く友達も多い人気者。遊んでいそうな見た目だが実はエロに対して全く耐性がない。
一真とは家が隣同士だったが、彼自身が人付き合いを避けるタイプだったため出会った当初は互いに関りが薄かった。小学校に上がった頃、瑠璃が家の鍵をなくして困っているのを見た一真から家に招かれたことで好意を持つようになり本格的に「幼馴染」となった。後に一真が萌香と付き合っていると知りショックを受けるが、二人がふしだらな行為（エロゲごっこ）をしているのを見て「健全なお付き合いができるように」という名目でアドバイスをすることに。そのため萌香とは何かと張り合ったり、チクチク逆なでするようなやり取りをしていたが、萌香自身のことが嫌いというわけではなかった。2巻終盤では萌香に許可を取った上で一真に告白するが、玉砕。こうなることは瑠璃も分かっており、以降は一真への思いを断ち切り、萌香とも本当の意味で友達となった。
笹井 結奈（ささい ゆな）
一真の先輩。サブカルチャー研究会（同好会）の部長。三年生。7巻終盤では浪人を得て19歳の大学生となる。
ボクっ娘でエロゲオタク。見た目はかなりのロリ（貧乳）。巨乳やリア充が大嫌いで特に瑠璃には冷たく接したり、弄ったりしている。一真のことは先輩として可愛がっているらしく、セクハラな言動をして困らせるのが日常。当初はひょうひょうとした態度で一真にセクハラを働いていたが、二巻以降は感情的な言動が多く描かれるようになった。
一真と出会う前は人とのつき合いを避ける性格で、部活動を見学に（間違えて）来た一真に対し塩対応だったが、前部長が置いていったエロゲを見た一真の熱意と、そのエロゲーの内容が自分の境遇と似通っていたのもあり興味を持ち始める。以後は一真に冷たくすることなくエロゲオタクの道を歩み始めた。
実は僻地にある「水上村」の大地主の娘。そのため厳しい教育を受けており母親・結姫には頭が上がらない。跡継ぎたる「巫女」として村を収める立場と厳しい教育から逃れるために村を出て一人暮らしをしていた。こういった境遇から強い諦観を抱いていたらしく人付き合いや努力することなどに対して上記のように消極的だった上、巫女を継ぐ際には「お祭り（水神祭）」を行うことからいいイメージを持たず文化祭にもまったく意欲を見せなかった。絶対的な支配者たる母親に逆らうことはできず、3巻では「水神祭」の時期が近付いたことで休学し、一真たちにも事情をまったく説明せず故郷へと帰ってしまう。そのまま学校を去るつもりだったが、村人から話を聞いて事情を知った一真から説得され、ダメ元で母親に本心をぶつけることに。実は母親は巫女というものをそれほど重視しておらず、古くからのしきたりだから義務程度で執り行っていたにすぎず、大学まで行かせることを考えていた。すべては結奈の取り越し苦労だった上に、エロゲ趣味に嵌っていることなどすべて筒抜けで母親に弄られるという醜態を晒した。
4巻以降は母親と同居を始めるが、上記の理由から受験勉強をサボり続けたため、母親から軟禁に等しい教育を受けている。登場するたびにいつの間にか車で拉致されており、その一部始終を目撃した一真からはお祈りされている。
6巻では受験を終え、解放感に浸っている。
水崎 涼香（みさき すずか）
3巻エピローグから登場。萌香の妹。緑坂学園中等部三年生。7巻終盤では高等部二年生となる。
姉と違って感情豊か。隠しているがシスコン。萌香の彼氏となった一真に敵愾心を燃やし、エロゲ趣味を姉に勧めたことから変態呼ばわりしている。学校では成績優秀でクラス委員も担当していると語られている。
実際はオタクに片足を突っ込んでおりエロゲに興味津々。趣味で百合系の小説も執筆しており、一真に対する非難は自身のオタク趣味を隠すためのポーズに過ぎない。成績も優秀などではなく、どちらかというと劣等生でありクラス委員でもない。
姉・萌香を尊敬しているが、だからこそオタク趣味など知らず「完璧」でいてほしいと考えていた。言い換えればそれは自身に対する劣等感の表れでもある。そのため登場当初は本心から一真を嫌い別れさせようとしていたというが、彼の優しさやオタク趣味を隠すことなく堂々と語る姿にほだされていき好意を見せるようになる。
巻が進み登場するたびに段々とアホの子として描かれるようになり、一真からも呆れられている。
橘 未来（たちばな みらい）
7巻から登場。一真の中学三年生の時の同級生で、彼にエロゲを渡した人物。現在はエロゲ声優を演じている。
彼女に対する恋愛感情があるのか不明のまま別れてしまったため、一真にとって思い出深い人物の一人になっている。一真と再会するなり「カレシ（奴隷）になってください」と告白した。
実は中学生の頃から一真に惚れていたが、その想いを告げる機会がないまま引っ越しをしてしまっていた。そういう心情から一真に告白するも、既に恋人がいることを知り、引っ込みがつかなくなったため「声優の演技練習」と嘘をついて誤魔化した。その後もそれを名目に、一真に様々なシチュエーションを要求する。
しかし本心からの告白だったことを一真に明かし、同時に自分の想いはもう果たせないと悟り、半ば自暴自棄となる。そんな彼女を見過ごせなかった一真により励まされ、立ち直り、以後は萌香から一真を略奪するために行動するようになる。
小田桐 一葉（おだぎり かずは）
1巻から登場。一真の姉。巨乳でおっとりした性格の弟思いのお姉さん。しかしズボラ。毎回一真に何かしらの買い物を頼む。茶髪のロングヘアーでもみ上げを編み込んでおさげにしており、カチューシャをつけている。職業は18禁ライトノベル作家。同人を描いている友人がおり、その人からもらったオタクグッズ（萌えキャラがプリントされたシーツ）を一真のベッドに勝手に敷いて困らせている。
一真と同じくエロゲーマーでもある。
アンリ / 松永 杏梨（まつなが あんり）
1巻から登場。瑠璃の友人でクラスメイトの女子。いわゆるモブキャラ。コミカライズ版ではショートボブの少女として描かれている。
6巻で再登場。瑠璃とは仲が良く、クラスでも目立つ存在であることが語られた。また安宅ともつき合っており友人たちから祝福を受けている。
7巻エピローグにて本名が「松永杏梨」と判明する。それに伴い名前の描写も「杏梨」に変更された。三年生になった現在でも安宅との付き合いは続いている。
若林先生（わかばやし）
2巻から登場。生活指導の教師で規律に厳しい性格。文化祭の準備で瑠璃がUSBを失くしたため咎めるが、瑠璃を庇った一真とひと悶着起こす。問題は解決したが、それから一真とはお互いにやや気まずい状態になっていた。
コミカライズ版では、眼鏡を掛け、髪をお団子にまとめた中年女性として描写されている。
7巻で再登場。萌香が留学を希望していたことや、二学期の初めに突然取りやめたことなどを一真に説明した。留学を望んでいたはずの萌香が突然取りやめたことを残念に思い、今でも留学を進めていた。
小鳥遊 文華（たかなし ふみか）
3巻から登場。新聞部の一年生の女子。情報通を自称しており、結奈の住所を調べていた一真と萌香に「萌香の密着インタビュー」を条件に情報提供を持ち掛ける。情報通を名乗るだけあって行動派で活発で明るい少女。
6巻で再登場。月見里かなみを伴って一真のもとを訪れ紹介した。前述の「密着インタビュー」の件は忘れていたという。萌香がコスプレをしたという事実を曲解し、「萌香の親戚がコスプレしていた」という勘違いを堂々と語った。
笹井 結姫（ささい ゆき）
3巻から登場。結奈部長の母親。結構な年齢のはずだが結奈同様用事体系の持ち主。礼儀正しいが娘の躾には容赦がなく、結奈も頭が上がらない。一見お淑やかに見えるが娘と同様に一真にセクハラ発言でからかったりしている。実家は山奥の田舎（村）であり、笹井家は大地主として君臨しているため強い影響力を持つ。
気丈に見えるが身体が弱く、結奈は跡継ぎとして田舎に帰り笹井の家を継ぐ立場にある。娘のことは彼女なりに考えており、伝統を守らせることよりも大学に行かせるつもりだった。
4巻からは結奈と同居を始め、娘が大学に行けるように厳しい教育（軟禁）を行い、結奈が脱走するたびにいつの間にか連れ戻し、その一部始終を毎回目撃している一真からは恐れられている。
5巻では一人萌香のもとへ向かう一真を近くまで送り届けた（雪の日の渋滞で進めなかったため）。
水崎 麗香（みさき れいか）
4巻から登場。萌香と涼香の母親。萌香似の落ち着いた美人。シングルマザー。一真がエロゲを落とした現場に居合わせてしまい、その際に一真の素性を窺うが実はこの時点で恋人であることに気づいていたという。仕事が忙しく家には余りいないが、別荘を持つなど生活に困窮している様子はない。
7巻では萌香の留学について揉め、ケンカしてしまう。
月見里 かなみ（やまなし かなみ）
6巻から登場。新聞部の一年生でカメラマンを担当。小柄ではかなげな印象を与える少女で、いつものんびりした態度で台詞に平仮名が多い。
ネットにあがっていた萌香のコスプレ画像を見て一目惚れしファンになった。その後、文華の紹介を得て一真と接触し、萌香を紹介してもらうことに。ただし文華の勘違いにより、萌香のことを「萌香の遠縁の愛香」と思い込んでいる。
自身はコスプレをせず、衣装の作成とそれを撮る側に回っている。また少女漫画オタクでもある。家は真新しい高層マンションでお金持ちであることが匂わされている。
一真のことはエロ厨（なんでもエロに結びつける）男として余り好いておらず興味なかったようだが、コスプレイベントを通して関りを持ち、その人柄に触れたことで毛嫌いすることはなくなった。
エ口（エぐち） / 橘（たちばな）
6巻から登場。一真が同人誌の即売会イベントで出会った40代の中年男性。やたら芝居がかかった仕草多くテンションが高い。
一葉の友人であり、その筋では有名なエロゲライターであり、名前はカタカナの「エ」と漢字の「口」を合わせたもの。一真がエロゲにハマるきっかけになった「最終痴漢バス」シリーズを担当しており、一真もまた大ファンである。
7巻では本名が「橘」と判明する。その素性は、未来の義父であり、萌香の父親である。
安宅 啓介（あたか けいすけ）
6巻から登場。一真のクラスメイトで友人。顔面偏差値は三好と然程変わらず海苔みたいな眉毛をしているという。アンリと恋人同士になり、友人たちから祝福を受けている。
7巻エピローグにてフルネームが判明。今でも杏梨（アンリ）とのつき合いは続いている。
三好（みよし）
6巻から登場。一真のクラスメイトで友人。生徒会長に告白してフラれた過去を持つ。安宅に恋人ができたのを知るとテンションを上げて非難しつつも態度自体はからかっているだけだったという。
只野 保茂（ただの やすしげ）
6巻から登場。一真のクラスメイト。茶髪に長身で粗野な言動など、見た目は不良そのものだが、実はエロゲオタク。中学時代はそのことをオープンにしていたためバカにされ続け、心機一転、高校から不良としてデビューしたという。
過去、萌香に絡んだ際に一撃でのされてから彼女を信奉するようになり親衛隊となっている。一真から見た目で怖がられていたが、エロゲオタク同士ということが判明するとすぐに仲良くなった。6巻の終盤では萌香の態度から一真と付き合っていることを見抜くが、萌香がカラオケでエロゲソングを歌うのを我が身可愛さから止められず、一真がそれを歌い切ったことで自分の卑小さを認め、一真の友人として二人の仲を祝福した。
7巻では三年生となり、高校一年生となった涼香と顔見知りとなる。「ただの先輩」と呼ばれてからかわれており、只野自身も「呼び方がおかしい」とおちょくられているのをなんとなく感じている様子。
一真の両親
6巻から登場。家を空けがちのため今まで登場しなかった。母は明るくお節介な性格で、父は大人しくて優しい性格。萌香の来訪を母は大層喜び、一真にコンドームを渡している。

## 評価
第28回ファンタジア大賞にて金賞を受賞した（受賞時のタイトルは「非オタの彼女が俺の持ってるエロゲに興味津々なんだが」）。同賞で審査員を務めた葵せきな、石踏一榮、橘公司は本作を以下のように評している。

## 既刊一覧

### 小説
- 滝沢慧（著）・睦茸（イラスト）、KADOKAWA〈富士見ファンタジア文庫〉、全12巻
  - 『非オタの彼女が俺の持ってるエロゲに興味津々なんだが…… 1』、2016年1月20日発売[8]、ISBN 978-4-04-070821-8
  - 『非オタの彼女が俺の持ってるエロゲに興味津々なんだが…… 2』、2016年5月20日発売[9]、ISBN 978-4-04-070823-2
  - 『非オタの彼女が俺の持ってるエロゲに興味津々なんだが…… 3』、2016年9月17日発売[10]、ISBN 978-4-04-072028-9
  - 『非オタの彼女が俺の持ってるエロゲに興味津々なんだが…… 4』、2017年1月20日発売[11]、ISBN 978-4-04-072029-6
  - 『非オタの彼女が俺の持ってるエロゲに興味津々なんだが…… 5』、2017年5月20日発売[12]、ISBN 978-4-04-072299-3
  - 『非オタの彼女が俺の持ってるエロゲに興味津々なんだが…… 6』、2017年9月20日発売[13]、ISBN 978-4-04-072302-0
  - 『非オタの彼女が俺の持ってるエロゲに興味津々なんだが…… 7』、2018年1月20日発売[14]、ISBN 978-4-04-072303-7
  - 『非オタの彼女が俺の持ってるエロゲに興味津々なんだが…… 8』、2018年5月19日発売[15]、ISBN 978-4-04-072696-0
  - 『非オタの彼女が俺の持ってるエロゲに興味津々なんだが…… 萌香の初体験ルート』、2018年9月20日発売[16]、ISBN 978-4-04-072904-6
  - 『非オタの彼女が俺の持ってるエロゲに興味津々なんだが…… 9』、2018年11月20日発売[17]、ISBN 978-4-04-072902-2
  - 『非オタの彼女が俺の持ってるエロゲに興味津々なんだが…… 10』、2019年2月20日発売[18]、ISBN 978-4-04-072903-9
  - 『非オタの彼女が俺の持ってるエロゲに興味津々なんだが…… 11』、2019年7月20日発売[19]、ISBN 978-4-04-073235-0

### 漫画
- 滝沢慧（原作）・睦茸（キャラクター原案）・草壁レイ（作画） 『非オタの彼女が俺の持ってるエロゲに興味津々なんだが……』 KADOKAWA〈ドラゴンコミックスエイジ〉、全6巻
  1. 2017年1月20日発売[20]、ISBN 978-4-04-072148-4
  2. 2017年5月20日発売[21]、ISBN 978-4-04-072281-8
  3. 2018年1月20日発売[22]、ISBN 978-4-04-072568-0
  4. 2018年5月19日発売[23]、ISBN 978-4-04-072710-3
  5. 2019年2月20日発売[24]、ISBN 978-4-04-073041-7
  6. 2019年7月20日発売[25]、ISBN 978-4-04-073202-2